# اچ‌نوام‌اس ترول (۱۹۱۰)
اچ‌نوام‌اس ترول (۱۹۱۰) (به انگلیسی: HNoMS Troll (1910)) یک کشتی است که طول آن ۶۹٫۲ متر (۲۲۷٫۰۳ فوت) می‌باشد. این کشتی در سال ۱۹۱۰ ساخته شد.